# 구겐하임가
구겐하임가(Guggenheim family)는 20세기 초, 특히 미국과 남아메리카에서 광산업으로 유명한 유대계 미국인 가족이다. 1차 세계 대전 이후, 많은 가족 구성원들이 사업에서 손을 떼고 자선 활동, 특히 예술, 항공, 의학 및 문화에 참여하게 되었다.